# Molí del Pujol
El Molí del Pujol és una obra de Calldetenes (Osona) inclosa a l'Inventari del Patrimoni Arquitectònic de Catalunya.

## Descripció
Molí que es troba assentat sobre la pedra del marge dret de la Riera de Sant Martí.
De planta rectangular i consta de diversos cossos adossats, coberts a dues vessants. La façana principal es troba orientada a ponent, en el cos central s'hi obra el portal amb llinda de pedra, el qual dona entrada a l'antic obrador.